# Solanum asteropilodes
Solanum asteropilodes är en potatisväxtart som beskrevs av Friedrich August Georg Bitter. Solanum asteropilodes ingår i släktet skattor som ingår i familjen potatisväxter. IUCN kategoriserar arten globalt som sårbar. Inga underarter finns listade i Catalogue of Life.